# St.-Anna-Kapelle (Schwendi)

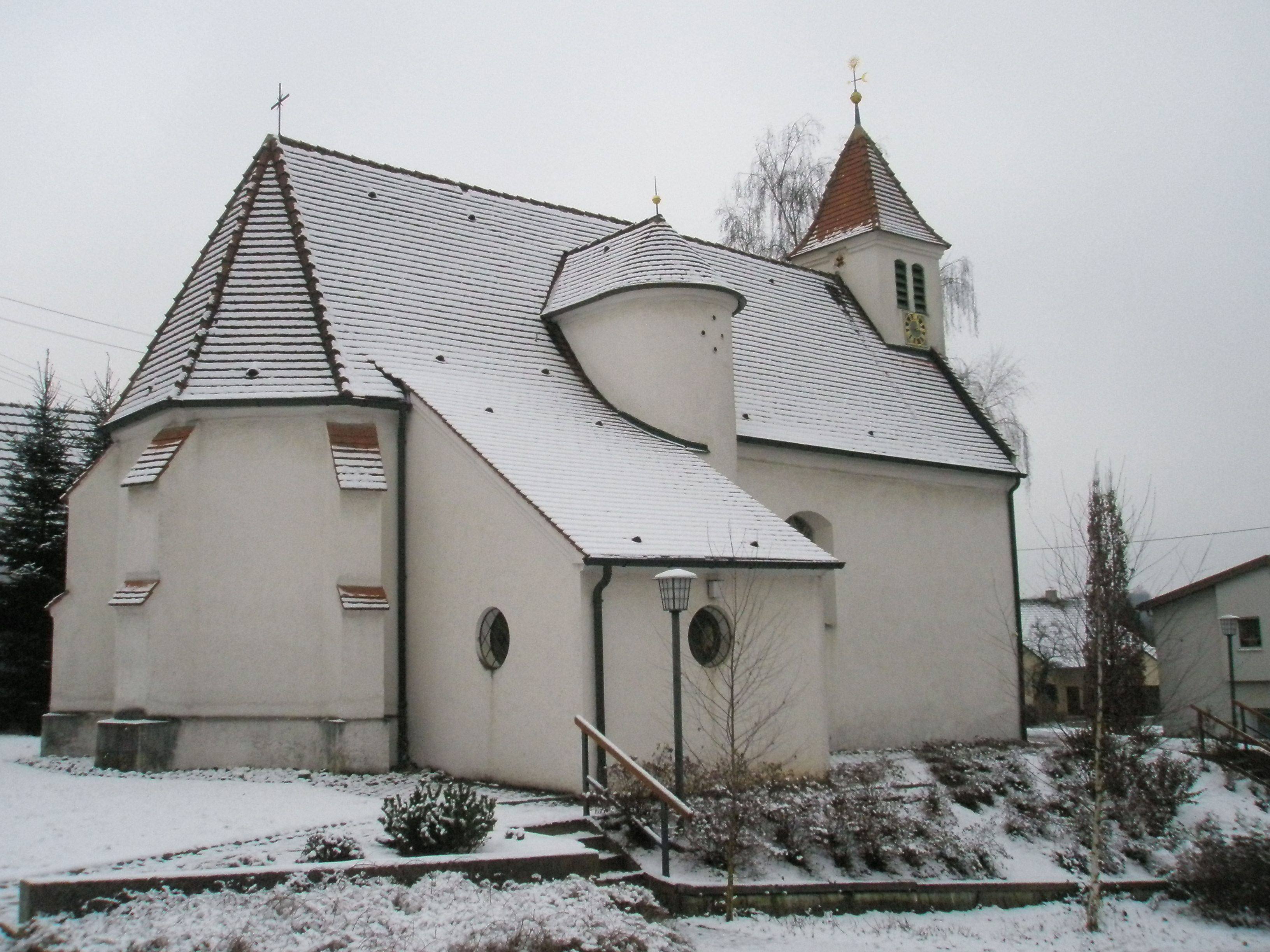
St.-Anna-Kapelle in Schwendi

Die St.-Anna-Kapelle in Schwendi im Landkreis Biberach in Oberschwaben ist eine gotische Kapelle mit einem bedeutenden Flügelaltar der „Ulmer Schule“ aus der Zeit um 1500.

## Baugeschichte

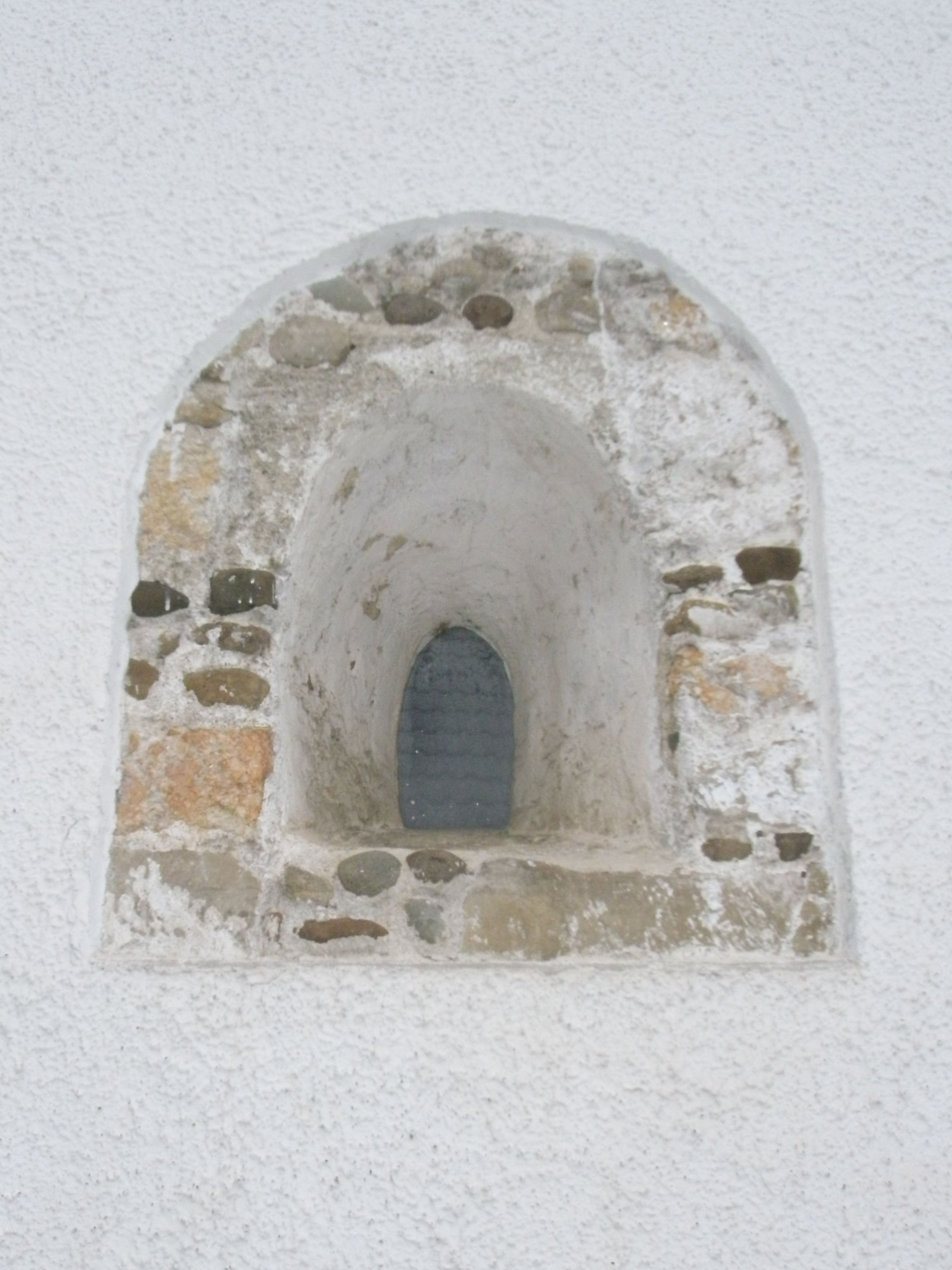
Romanisches Fenster an der Südwand der Kapelle

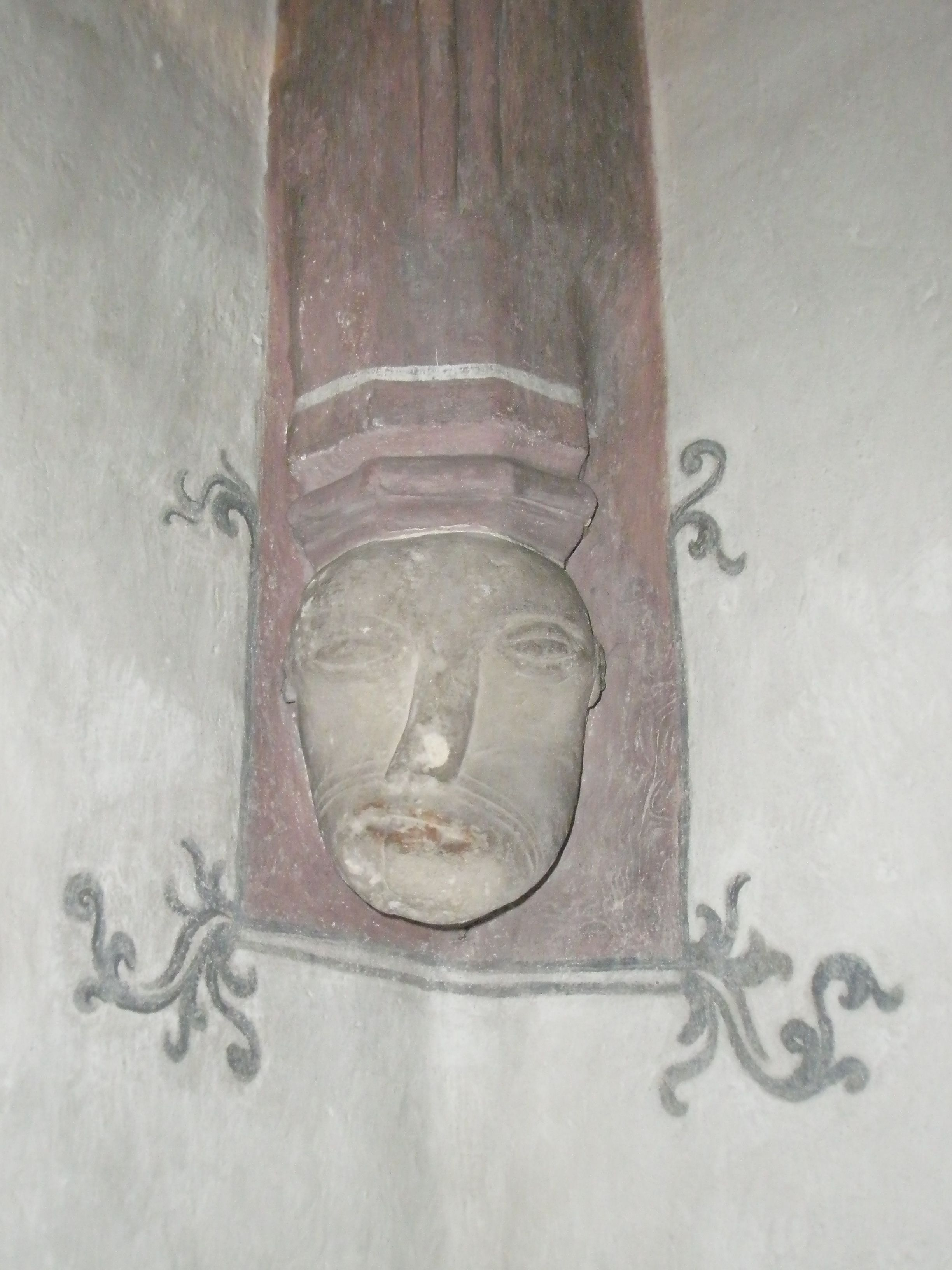
Fratzenkopf hinter dem Chorbogen

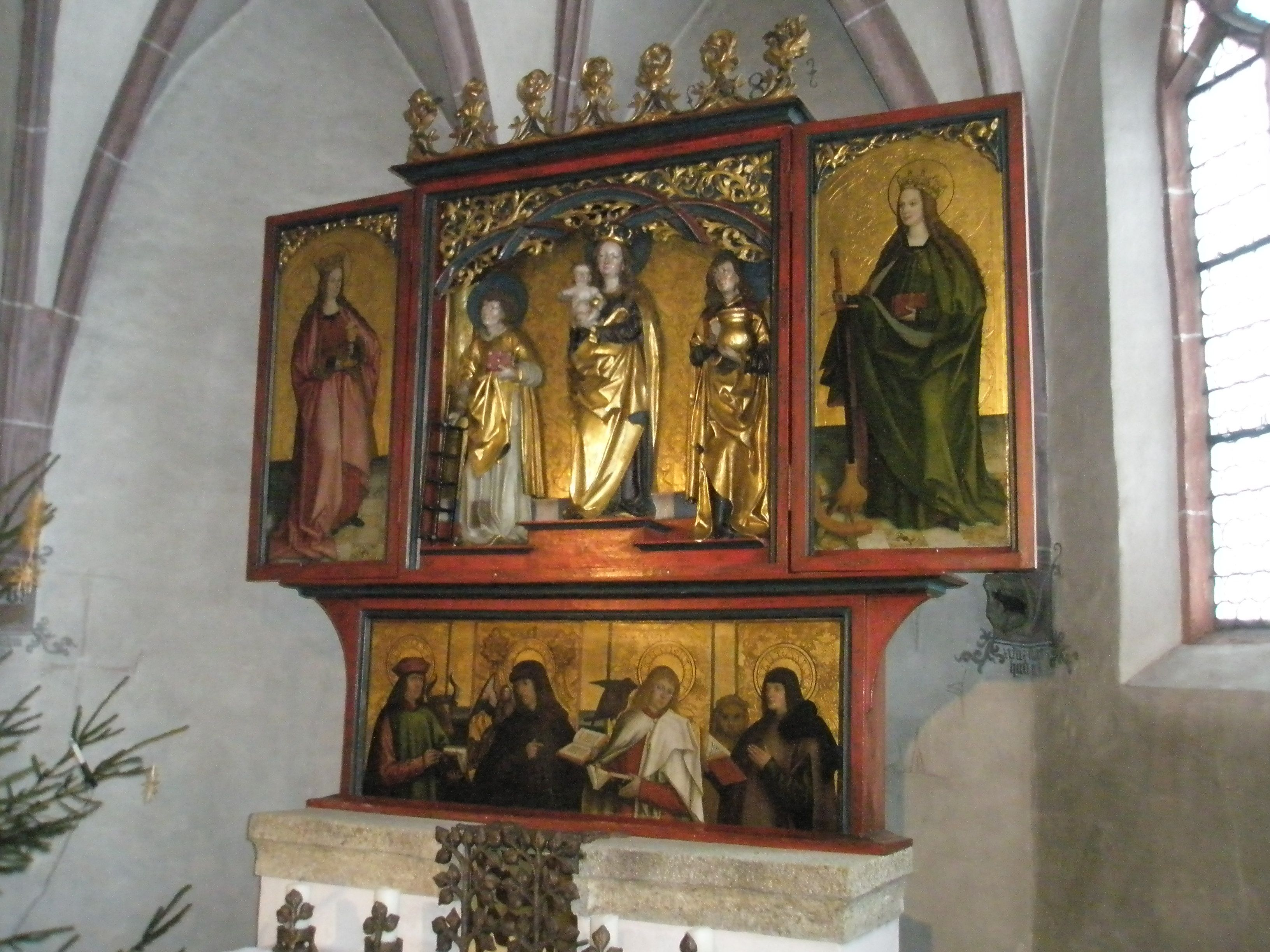
Ansicht des Flügelaltars in geöffnetem Zustand

Die St.-Anna-Kapelle war die Pfarrkirche von Schwendi, bis 1561 die Kirche St. Stephanus gebaut wurde. Ursprünglich war die Kapelle St. Stephanus geweiht, später auch der Jungfrau Maria und zuletzt nur noch deren Mutter St. Anna. Große Teile des Mauerwerks bestehen aus groben Natursteinen und stammen aus der Erbauungszeit, die auf das 12. oder 13. Jahrhundert datiert wird. An die romanische Architektur dieser Zeit erinnert ein 1962 freigelegtes Schlitzfenster mit Rundbogen an der Südwand. Heute ist das Schiff der Kapelle 10 Meter lang und 4,55 Meter breit, die Decke ist 5,40 Meter hoch. Max Hammer geht davon aus, dass das Kirchlein ursprünglich nur 7 Meter lang war.
1460 war die Kirche zu klein geworden, so dass zwischen 1467 und 1481 wiederholt Geld für einen Umbau gesammelt wurde. Der Ostteil der Kirche wurde abgebrochen und ein neuer Chor (Altarraum) angebaut. Vermutlich sollte auch das Kirchenschiff noch ausgebaut werden, doch dazu kam es nicht mehr. 1561 wurde die Schwendier Pfarrkirche St. Stephanus geweiht, das alte Kirchlein fortan nur noch als Kapelle genutzt. Der Kirchturm wurde im 18. Jahrhundert abgerissen, über sein Aussehen ist nichts bekannt. 1836 erhielt die Kapelle stattdessen einen Giebelturm (Dachreiter).
Die St.-Anna-Kapelle wurde zuletzt 1962/63, 1980 und 1993 renoviert. Das heutige Erscheinungsbild geht im Wesentlichen auf die Renovierung in den 60er Jahren zurück. Damals wurde die Sakristei und eine neue Empore erbaut, die Gipsdecke durch eine Decke aus Fichtenholz ersetzt. Aus dieser Zeit stammen auch die heutigen Kirchenbänke.

## Das Deckengewölbe
Der Chor der Kapelle erhielt im späten 15. Jahrhundert ein Netzgewölbe mit Rippen, Schlusssteinen und Wappenkonsolen. Eine Datierung ist möglich, da die Maler zwei Mal die Jahreszahl „1484“ hinterließen. Die Gewölbe sind in erster Linie mit Blumenmotiven geschmückt, Hammer zählt insgesamt 65 Stück. In der Mitte, wo die Rippen zusammenlaufen, ist das Lamm Gottes auf einem blauen Schild zu sehen. Die eingearbeiteten Wappen weisen auf die Stifterfamilien hin.

## Der Flügelaltar
Das Retabel (Flügelaltar) ist ein wertvolles Beispiel gotischer Kunst der „Ulmer Schule“ um 1500. Nach einer dendrochronologischen Untersuchung kann die Entstehungszeit nicht vor 1496 gelegen haben. Der Altar wurde von dem Ortsherren Wilhelm (dem Mittleren) von Schwendi († 1522) und seiner Frau Barbara von Schwendi, geborene Krafft von Dellmensingen († 1538), gestiftet. Die Skulpturen stammen aus der Werkstatt des Ulmer Bildhauers Niklaus Weckmann, was ein Vergleich mit anderen Werken aus Weckmanns Werkstatt beweist. Die Malereien werden heute dem namentlich nicht bekannten „Pfullendorfer Meister“ zugerechnet und nicht mehr (wie von Hammer) der Werkstatt Bartholomäus Zeitbloms. Dies zeigt die große Farbigkeit der Bilder und die voluminöse Gestaltung der Einzelfiguren mit ihren üppig drapierten Gewändern. Der Flügelaltar ist in einem guten Zustand, allerdings sind die Flügelgemälde durch Sonneneinstrahlung stark verblasst und zudem von Max Hammer „eingreifend, zum Teil entstellend, restauriert“ worden, wie das Württembergische Landesmuseum bemängelt hat. Das Schwendier Retabel war 1993 für mehrere Monate in der Ausstellung „Meisterwerke massenhaft“ in Stuttgart zu sehen.
Der Flügelaltar ist heute stets in geöffnetem Zustand zu sehen. Früher war er während der Werktage in der Regel geschlossen. Nur an Sonn- und Feiertagen (sowie zwischen der Wandlung und der Kommunion) konnten ihn die Kirchenbesucher in geöffnetem Zustand – und damit in besonderer Pracht – sehen. Der Altar besteht aus folgenden Elementen:
- Die Vorderseite der Predella (unterer Aufsatz) zeigt die vier Evangelisten mit ihren Symbolen. Von links: Lukas (Stier), Matthäus (Mensch), Johannes (Adler) und Markus (Löwe).
- Im geöffneten Schrein (Mittelteil) thront in der Mitte die bekrönte Maria mit dem Jesuskind, links von ihr steht der heilige Laurentius, rechts der heilige Vitus. Die Attribute der Heiligen verweisen auf ihren Märtyrertod: Laurentius wurde auf einem Bratrost zu Tode gequält, Vitus in einem Siedekessel.
- Auf den geöffneten Flügeln des Altars ist links die heilige Barbara mit einem Kelch zu sehen und rechts die heilige Katharina mit Schwert und einem Teil eines Rades. Der Legende nach sollte Katharina mit Rädern gemartert werden, doch da kam ein Engel und zerstörte die Folterwerkzeuge. Schließlich wurde sie mit dem Schwert hingerichtet.
- Auf den geschlossenen Flügeln ist links Johannes der Täufer in rotem Gewande abgebildet, er zeigt auf das Opferlamm, das auf seinem Buch sitzt. Rechts steht der heilige Rochus, der sein rechtes Bein entblößt hat – ein kniender Engel deutet auf eine Eiterwunde. Rochus wurde als Pestheiliger verehrt.
- In geschlossenem Zustand sind links und rechts die Standbilder der Stifter zu sehen – links Wilhelm von Schwendi mit dem Schwendier Familienwappen, rechts seine Frau Barbara von Schwendi, geborene Krafft von Dellmensingen mit dem Wappen ihrer Familie. Die beiden sind kniend und Rosenkranz betend dargestellt, sie tragen die damals übliche Kirchgangskleidung des schwäbischen Adels. Die Standflügel sind Kopien der Originale, die sich seit Jahrhunderten im Besitz der Familie Krafft zu Dellmensingen befinden. Max Hammer hat sie 1963 kopiert und dem Flügelaltar hinzugefügt.
- Auf der hinteren Seite des Retabels sind im oberen Teil die Reste einer Darstellung des Jüngsten Gerichtes zu sehen, auf die Predellen-Rückseite ist das von Engeln gehaltene Schweißtuch der Veronika aufgemalt. Hammer erklärt die Motivwahl damit, dass zur Entstehungszeit des Retabels Pfarrer hinter dem Altar die Beichte abnahmen.[7] Die Beichtenden sollten daran erinnert werden, dass ein sündiges Leben ins Verderben führt und dass Jesus die Sünden der Welt auf sich genommen hat. Hammer erzählt außerdem, dass sich im Leidesantlitz Christi bis zur Renovierung 1920 ein breites Loch befunden hat. Abergläubische Schwendier versprachen sich von den Holzsplittern Linderung bei Zahnschmerzen.

## Weitere Ausstattung
- Kreuzigungsgruppe am Chorbogen (Maria, Jesus am Kreuz, Johannes) aus dem 15. Jahrhundert, stand einst auf dem Flügelaltar[6]
- Zwei Fratzenköpfe aus Kalkstein hinter dem Chorbogen, stammen aus der romanischen Entstehungszeit der Kirche
- Figur der Anna selbdritt (Darstellung der heiligen Anna mit ihrer Tochter Maria und dem Jesusknaben), in gotischem Stil, entstanden um 1500. Die Figur, welche möglicherweise dem Kirchlein seinen heutigen Namen St.-Anna-Kapelle gegeben hat, erhielt 1729 einen eigenen Altar, der heute nicht mehr besteht.[15]
- 14 Kreuzweg-Stationsbilder, barocker Stil, entstanden im 17. Jahrhundert
- Marienbild aus der Zeit um 1590[15]